# De'Longhi
La De' Longhi S.p.a. è un'azienda italiana che opera nel settore della climatizzazione, del riscaldamento e dei prodotti per la cottura, la pulizia, la preparazione di caffè e lo stiro. Ha sede a Treviso.
È quotata alla Borsa di Milano nell'indice FTSE Italia Mid Cap.

## Storia
È stata fondata nel 1902 per la produzione di stufe a legna; solo nel 1974 lancia il primo prodotto con il proprio marchio, il radiatore a olio.
Negli anni ottanta inizia la diversificazione della produzione grazie a prodotti di successo come il forno elettrico Sfornatutto e il climatizzatore portatile Pinguino, mentre la produzione di radiatori viene scorporata sotto la controllata DL Radiators. Notevole fu anche il contributo da parte del Team Lotus di Formula 1, che sponsorizzò il marchio nel 1986 e 1987, così come lo stesso Ayrton Senna ne fu testimonial negli spot pubblicitari di quel periodo.
(Celebre strafalcione divenuto famoso, pronunciato dal personaggio Orso Grigio negli spot tv De' Longhi)
Nel 1994 grazie all'acquisizione di Climaveneta, De'Longhi entra nel settore del comfort e della climatizzazione. Nel 1995 inoltre viene rilevato l'intero gruppo comasco Micromax-Simac Spa di Beregazzo (CO) sorto dalla fusione delle due ex aziende Simac, azienda nota per i suoi prodotti per la stiratura e la cucina, e Micromax soprattutto per i prodotti da stiro, tra cui uno dei tanti modelli del fortunato sistema di stiratura Stirella.
Nel 2001 la De'Longhi acquisisce con un'Opa amichevole (Offerta pubblica di acquisto) la britannica Kenwood Limited, quotata alla Borsa di Londra e produttrice di elettrodomestici da cucina rilanciandone il marchio. Con l'operazione, del valore di 46 milioni di sterline, il titolo della società inglese viene tolto dalla Borsa londinese. Sempre nel 2001 si quota alla Borsa di Milano, e risale agli anni duemila la concessione in licenza — a La Nuova Faro — della produzione con il proprio marchio di riproduzioni giocattolo dei propri prodotti.
Nel 2001 De'Longhi, acquisisce il 100% di un altro marchio storico di piccoli elettrodomestici, la Ariete SpA, azienda di Campi Bisenzio fondata nel 1964 mantenendo e rilanciando il marchio e facendola confluire nella De’Longhi appliances Srl.
La società, storicamente grande produttrice di apparecchi per il clima quali caloriferi e condizionatori (tra i più celebri i climatizzatori portatili della serie Pinguino), è attiva in ogni settore dei piccoli elettrodomestici, specialmente macchine da caffè (tra cui alcune per i sistemi della Nestlé Nespresso e Nescafé Dolce Gusto) e apparecchi per la cottura dei cibi, ma anche prodotti per la pulizia e il benessere della casa e per la cura del bucato.
Il 18 aprile 2007 la fabbrica di Treviso, poco dopo le ore 13, subì un vasto incendio il cui fumo si diffuse in tutta la città disperdendo diossine nell'aria.
Il 2 gennaio 2012, a seguito di uno scorporo da De'Longhi, nasce il gruppo DeLclima, che riunisce le attività nel campo del riscaldamento e della climatizzazione, ceduto nel 2015 ai giapponesi di Mitsubishi Electric Corporation.
Il 17 aprile 2012 a seguito di un'operazione economica che vede il versamento di 50 milioni subito e 90 diluiti in 15 anni, più 75 legati al rendimento dei prodotti, la De'Longhi acquisisce da Procter & Gamble lo storico marchio tedesco Braun con perpetuo diritto di sfruttamento dello stesso nei settori degli elettrodomestici e altri prodotti per la casa (ferri da stiro, climatizzatori, frullatori, aspirapolvere ecc.), mentre P&G manterrà l'uso esclusivo del marchio nel settore dei rasoi e dell'health care.
Nell'aprile 2017 De'Longhi entra nel settore delle macchine professionali del caffè espresso acquisendo per 21 milioni di franchi svizzeri (19,6 milioni di euro) il 40% del gruppo svizzero Eversys, fondato nel 2009 e con sede ad Ardon. L'accordo prevede l'opzione per acquistare l'altro 60% entro il 30 giugno 2021. Operazione effettuata con il versamento di circa cento milioni di euro nel marzo 2021.
Nel febbraio 2018 la società cede per 7,7 milioni di euro al gruppo cinese H&T il 55% della bellunese NPE, produttrice di controlli elettronici per il mercato degli elettrodomestici e delle auto. Prevista nel 2020 la cessione di un ulteriore 25%.
All'inizio del 2020 è avviata una profonda riorganizzazione della struttura operativa dell'azienda: la famiglia De'Longhi fa un passo indietro e nuovo amministratore delegato è nominato Massimo Garavaglia, che si dimetterà nell'agosto 2022. Nel novembre 2020 la società acquisisce per 420 milioni di dollari la californiana Capital Brands, azienda di frullatori con sede a Los Angeles e in portafoglio due marchi iconici nei piccoli elettrodomestici, Magic Bullet e Nutribullet. Dopo l'acquisizione nel passato dei marchi Kenwood e Braun, gli Stati Uniti diventano il primo mercato di riferimento.

## Consiglio d'amministrazione
- Presidente e Amministratore Delegato: Fabio De'Longhi
- Vice presidente: Silvia De'Longhi
- Consigliere: Massimiliano Benedetti
- Consigliere: Ferruccio Borsani
- Consigliere: Luisa Maria Virginia Collina
- Consigliere: Christophe Cornu
- Consigliere: Cristina Finocchi Mahe
- Consigliere: Carlo Garavaglia
- Consigliere: Carlo Grossi
- Consigliere: Micaela Le Divelec Lemmi
- Consigliere: Stefania Petruccioli
- Consigliere e Direttore generale: Nicola Serafin

Dati aggiornati al 30 aprile 2025

## Principali partecipazioni
- De'Longhi Appliances S.r.l. - Treviso - 100%
- De'Longhi Benelux S.A. - Lussemburgo - 100%
  - Kenwood Limited - Havant - 100%

## Azionariato
- De'Longhi Industrial S.A. - 69,04%
- Franklin Templeton Investments Corp - 2,125%
- Financiere de l'Echiquier S.A. - 2,030%

Nota: La De'Longhi Industrial S.A. è gestita da The Long E Trust, che come specificato sul sito della Consob, «è un trust regolato dalla legge di Jersey del quale Giuseppe De'Longhi è il beneficiario. Esso è inoltre amministrato da Pirunico Trustees (Jersey) Ltd che gestisce sia il patrimonio che la destinazione dei benefici. Il diritto di voto viene esercitato dal trustee tenendo conto delle istruzioni impartite dal beneficiario Giuseppe De'Longhi».
Dati aggiornati al 3 aprile 2013 secondo comunicazioni Consob.

## Dati economici
De'Longhi ha chiuso il 2010 con 1626,3 milioni di euro di ricavi, un debito di 147,6 milioni, un utile di 74,9 milioni ed una posizione finanziaria netta negativa per 4,7 milioni. Il patrimonio netto ammonta a 760,6 milioni. Nel 2016 il fatturato ha toccato 1,845 miliardi di euro, l'utile di 164,7 milioni.
Nel 2017 il fatturato ha toccato 1,97 miliardi con un aumento del 6,8% rispetto al 2016, Ebitda di 309,5 milioni pari al 18,7%, utile di 179,7 milioni (+7,2%).
Nell’esercizio 2020 la società ha realizzato ricavi per 2,37 miliardi di euro, in aumento del 12,4% rispetto ai 2,11 miliardi ottenuti l’anno precedente; l’utile netto è invece stato di 200,1 milioni di euro, risultato che si confronta con i 161 milioni contabilizzati nel 2019.